# Семурадцы
Семурадцы (бел. Сямурадцы) — деревня в Ричёвском сельсовете Житковичского района Гомельской области Белоруссии.

## География

### Расположение
В 30 км на юг от районного центра и железнодорожной станции Житковичи (на линии Лунинец — Калинковичи), 263 км от Гомеля. На юге национальный парк «Припятский».

### Гидрография
На реке Сцвига (приток реки Припять).

## Транспортная сеть
Транспортные связи по просёлочной, а затем автомобильной дороге Черничи — Житковичи. Действуют отделение связи, клуб, библиотека. Планировка состоит из коротких улиц, застроенных деревянными усадьбами.

## История
Обнаруженные археологами поселения раннего железного века и раннефеодального времени (за 0,5 км на северо-запад от деревни) и поселение раннего железного века (на западной окраине) свидетельствуют о заселении этих мест с давних времён. Согласно письменным источникам известна с XVIII века как деревня в Мозырском повете Минского воеводства Великого княжества Литовского. После 2-го раздела Речи Посполитой (1793 год) в составе Российской империи. Согласно ревизским материалам 1834 года село в Туровском казённом поместье. В 1879 году упоминается как селение в Сторожовском церковном приходе. С 1896 года работала водяная мельница. Согласно переписи 1897 года находились водяная мельница, часовня, кузница, в Туровской волости Мозырского уезда Минской губернии.
В 1929 году организован колхоз «Правда». Во время Великой Отечественной войны действовала подпольная организация (секретарь Меленченя). В марте 1944 года немецкие каратели сожгли 113 дворов и убили 8 жителей. 45 жителей погибли на фронтах. Согласно переписи 1959 года в составе колхоза имени XXII съезда КПСС (центр — деревня Ричёв).

## Население

### Численность
- 2004 год — 123 хозяйства, 253 жителя.

### Динамика
- 1811 год — 46 дворов.
- 1816 год — 195 жителей.
- 1834 год — 373 жителя.
- 1897 год — 56 дворов, 342 жителя (согласно переписи).
- 1925 год — 98 дворов.
- 1940 год — 118 дворов, 553 жителя.
- 1959 год — 745 жителей (согласно переписи).
- 2004 год — 123 хозяйства, 253 жителя.

## События и мероприятия
- Народный праздник «Купалле» (6 июля 2025).